# Bartol I. Krčki (Frankapan)
Bartol I. Krčki (? - ?, prije 5. svibnja 1198.), hrvatski velikaš iz velikaške obitelji knezova Krčkih, poznatih od 15. stoljeća pod imenom Frankapani. Bio je sin Dujma I., prvog krčkog kneza i rodonačelnika obitelji. Imao je dvojicu braće: Vida I. i Bartola II.
Dana 23. kolovoza 1163. godine dobio je, zajedno s bratom Vidom I., od Mletačke Republike pravo na doživotno uživanje vlasništva nad otokom Krkom uz obavezu plaćanja godišnjeg danka u iznosu od 350 bizantskih zlatnika. Godine 1181. pomogao je Mlečanima u borbi protiv hrvatsko-ugarskog kralja Bele III. (1172.-1196.). Zbog blizine ugarske vlasti, braća su 1191. godine utvrdila grad Krk izgradivši kaštel sa sudnicom i tamnicom. Poslije bratove smrti  1193. godine nastavio je sam upravljati Krkom kao mletački podanik.
Godine 1197. našao se u sporu sa stanovnicima Krka koji mu nisu isplatili dužne dače, zbog čega je izaslanik dužda Enrica Dandola (1192.-1205.) presudio u korist kneza Bartola I. i odredio stanovnicima da mu nadoknade dugovanja.
Iza sebe je ostavio dvojicu sinova: Vida II. i Henrika I.